# Iván Pérez Vicente
Iván Pérez Vicente (Murcia, Región de Murcia, España, 20 de octubre de 1992) es un futbolista español que juega como lateral izquierdo. Actualmente juega en Yeclano Deportivo de la Segunda División RFEF.

## Trayectoria
Iván es natural de El Palmar, pedanía de Murcia y se formó en las categorías inferiores del CF Rayo Majadahonda, en la temporada 2011-12 forma parte de la plantilla del primer equipo con el que debutó en la Tercera División de España.
En enero de 2012, regresa a la Región de Murcia para jugar en La Hoya Lorca CF de la Tercera División de España.
En verano de 2013, hizo una prueba con el Club Atlético de Madrid "B" y poco después firmó un contrato de dos temporadas para jugar en la Segunda División B de España. En junio de 2014, renovó su vínculo con el conjunto madrileño por un año más.
El 18 de diciembre de 2014, Iván debutó con el primer equipo del Club Atlético de Madrid, en un empate 2-2 en casa ante el CE L'Hospitalet perteneciente a la Copa del Rey.
El 29 de enero de 2016, fichó por el Getafe Club de Fútbol "B" de la Tercera División de España.
En la temporada 2016-17, firma por el Club de Fútbol Lorca Deportiva de la Tercera División de España.
En la temporada 2017-18, firma por el Yeclano Deportivo de la Tercera División de España.
En la temporada 2018-19, firma por la UD Sanse de la Segunda División B de España.
El 27 de mayo de 2019, fichó por el Real Murcia CF de la Segunda División B de España por dos temporadas.
En la temporada 2021-22, regresa a la UD Sanse de la Primera División RFEF.
El 11 de mayo de 2022, se confirmó su fichaje por el Atlético Ottawa de la Canadian Premier League, en calidad de cedido por la UD Sanse hasta el 30 de junio de 2022.
Tras el vencimiento de su préstamo, firmó un contrato permanente por el resto de la temporada, con una opción para otra temporada más con el Atlético Ottawa.
El 30 de noviembre de 2022, se incorpora al Mar Menor FC de la Segunda División RFEF.
El 8 de agosto de 2023, firma por el Yeclano Deportivo de la Segunda División RFEF.

## Clubes
| Club                           | País   | Año       |
| ------------------------------ | ------ | --------- |
| CF Rayo Majadahonda            | España | 2011-2012 |
| La Hoya Lorca CF               | España | 2012-2013 |
| Club Atlético de Madrid "B"    | España | 2013-2016 |
| Getafe Club de Fútbol "B"      | España | 2016      |
| Club de Fútbol Lorca Deportiva | España | 2016-2017 |
| Yeclano Deportivo              | España | 2017-2018 |
| UD Sanse                       | España | 2018-2019 |
| Real Murcia CF                 | España | 2019-2021 |
| UD Sanse                       | España | 2021-2022 |
| Atlético Ottawa                | Canadá | 2022      |
| Mar Menor FC                   | España | 2022-2023 |
| Yeclano Deportivo              | España | 2023-     |